# آکیرا ایفوکوبه
آکیرا ایفوکوبه (به ژاپنی: 伊福部 昭 Ifukube Akira) (۳۱ مه ۱۹۱۴ – ۸ فوریه ۲۰۰۶) آهنگساز موسیقی کلاسیک و موسیقی فیلم ژاپنی بود. او بیشتر برای موسیقی متن فیلم گودزیلا از فیلم‌های کمپانی توهو شناخته می‌شود. وی اهل کوشیرو، هوکایدو بود.